# Nekrolog 1540
Nekrolog
◄◄
| ◄
| 1536
| 1537
| 1538
| 1539
| 1540 | 1541 | 1542 | 1543 | 1544 | ► | ►►
Weitere Ereignisse | Allgemeiner Nekrolog 1540
Die Beschreibung der verstorbenen Person sollte so kurz wie möglich gehalten sein und nur deren signifikante Tätigkeit(en) enthalten.
Neue Namen ggf. auch unter dem Geburts- und Sterbedatum, also etwa unter 1. Januar und im Geburts- und Sterbejahr (2024) eintragen (nur bei entsprechender großer Wichtigkeit). Für Beispiele siehe die schon vorhandenen Artikel.
Außerdem über die fünf zuletzt Verstorbenen, zu denen es einen ausreichend guten Artikel für eine Präsentation auf der Hauptseite gibt, nach der todesbedingten Überarbeitung der Artikel ggf. auch unter Wikipedia Diskussion:Hauptseite informieren und sie am besten auch in den anderen Wikipedia-Sprachversionen eintragen. Tipp: Regelmäßig bei news.google.de nach „ist tot“, „gestorben“ oder „verstorben“ suchen.
Wenn eine Person gestorben ist, gibt es viele Seiten zu dieser Person in der Wikipedia, die davon auch betroffen sind und entsprechend aktualisiert werden müssen. Beispiele: Namenübersichtsseite, Geburtsjahr, Geburtsort-Seiten und viele mehr.
Wie finde ich die betroffenen Seiten?
Im Suchfeld auf der linken Seite gibt man den Suchbegriff so ein: „Vorname Nachname“. Dann klickt man auf Volltext und alle Seiten mit entsprechendem Suchtext werden aufgerufen. Hier sieht man dann schnell, wo auch das Todesjahr Sinn macht oder sogar ein Teil des Artikels angepasst werden muss. Auch hilft das „Werkzeug“ auf der linken Seite sehr gut, um solche Seiten aufzufinden: „Links auf diese Seite“. Somit ist die Wikipedia wieder aktuell in allen Bereichen! Hinweis: bei Eintragung der Kategorie „Gestorben JAHR“ wird der Missbrauchsfilter 49 ausgelöst, was jedoch nicht schlimm ist. Siehe: Spezial:Missbrauchsfilter/49
Dies ist eine Liste von im Jahr 1540 verstorbenen bekannten Persönlichkeiten. Die Einträge erfolgen innerhalb der einzelnen Daten alphabetisch sortiert. Tiere sind im Nekrolog für Tiere zu finden.

## Januar
| Tag        | Name                   | Beruf, bekannt als                           | Alter | Beleg |
| ---------- | ---------------------- | -------------------------------------------- | ----- | ----- |
| 1. Januar  | Johann Molner          | deutscher Zisterzienserabt                   |       |       |
| 9. Januar  | Hoyer VI. von Mansfeld | Graf von Mansfeld, Ritter vom Goldenen Vlies |       |       |
| 27. Januar | Angela Merici          | Ordensfrau, Gründerin der Ursulinen          | 65    |       |

## Februar
| Tag         | Name                         | Beruf, bekannt als                                                | Alter | Beleg |
| ----------- | ---------------------------- | ----------------------------------------------------------------- | ----- | ----- |
| 2. Februar  | Georg Schenck von Tautenburg | Statthalter von Friesland sowie Overijssel, Drenthe und Groningen |       |       |
| 27. Februar | Johannes III. Büttner        | deutscher Benediktinerabt                                         |       |       |

## März
| Tag      | Name                         | Beruf, bekannt als                                         | Alter | Beleg |
| -------- | ---------------------------- | ---------------------------------------------------------- | ----- | ----- |
| 2. März  | Hieronymus Dungersheim       | deutscher Theologe                                         | 74    |       |
| 22. März | Hans Kohlhase                | deutscher Kaufmann; Vorbild für Kleists „Michael Kohlhaas“ |       |       |
| 30. März | Matthäus Lang von Wellenburg | Salzburger Erzbischof und Kardinal                         |       |       |

## April
| Tag       | Name                  | Beruf, bekannt als                       | Alter | Beleg |
| --------- | --------------------- | ---------------------------------------- | ----- | ----- |
| 3. April  | Garcia de Noronha     | portugiesischer Adliger                  |       |       |
| 12. April | Antoine I. de Lalaing | Statthalter von Holland und Seeland      |       |       |
| 16. April | Afonso de Portugal    | Kardinal der römisch-katholischen Kirche | 30    |       |
| 17. April | Stanislaus Thurzo     | Bischof von Olmütz                       |       |       |
| 19. April | Johannes V. Schwan    | Stiftspropst von Heidenfeld              |       |       |
| 25. April | Dietrich von Thüngen  | Domdekan von Würzburg                    |       |       |

## Mai
| Tag     | Name                   | Beruf, bekannt als                                  | Alter | Beleg |
| ------- | ---------------------- | --------------------------------------------------- | ----- | ----- |
| 4. Mai  | Otto Beckmann          | deutscher Theologe, Pfarrer und Humanist            |       |       |
| 6. Mai  | Juan Luis Vives        | spanischer Humanist und Lehrer                      | 48    |       |
| 16. Mai | Johann Koell           | estnischer Geistlicher und Übersetzer               |       |       |
| 19. Mai | Johann Schwebel        | deutscher Theologe                                  |       |       |
| 22. Mai | Francesco Guicciardini | italienischer Historiker                            | 57    |       |
| 24. Mai | Veit Welzer            | Landeshauptmann von Kärnten (1520–1537)             |       |       |
| 24. Mai | Thomas Zweifel         | Rats- und Stadtschreiber der Reichsstadt Rothenburg |       |       |

## Juni
| Tag      | Name                       | Beruf, bekannt als                                | Alter | Beleg |
| -------- | -------------------------- | ------------------------------------------------- | ----- | ----- |
| 1. Juni  | Sebald Pögl der Jüngere    | steirischer Hammerherr und Waffenfabrikant        |       |       |
| 11. Juni | Georg Hohermuth von Speyer | deutscher Conquistador und Statthalter Venezuelas |       |       |
| 16. Juni | Konrad II. von Thüngen     | Fürstbischof von Würzburg (1519–1540)             |       |       |
| 22. Juni | Sibert von Ryswick         | katholischer Geistlicher und Politiker            |       |       |
| 28. Juni | Federico II. Gonzaga       | Herzog von Mantua                                 | 40    |       |
| 29. Juni | Prista Frühbottin          | Opfer der Hexenprozesse in Wittenberg             |       |       |
| 30. Juni | Thomas Abel                | englischer Geistlicher                            |       |       |

## Juli
| Tag      | Name                                                 | Beruf, bekannt als                                        | Alter | Beleg |
| -------- | ---------------------------------------------------- | --------------------------------------------------------- | ----- | ----- |
| 22. Juli | Johann III. von Metzenhausen                         | Kurfürst und Erzbischof von Trier                         |       |       |
| 22. Juli | Johann Zápolya                                       | Fürst von Siebenbürgen                                    | 53    |       |
| 28. Juli | Thomas Cromwell, 1. Earl of Essex                    | englischer Staatsmann                                     |       |       |
| 28. Juli | Walter Hungerford, 1. Baron Hungerford of Heytesbury | englischer Politiker zur Tudorzeit                        |       |       |
| 28. Juli | Hermann Tulichius                                    | deutscher Theologe (evangelisch), Pädagoge und Reformator |       |       |
| 30. Juli | Robert Barnes                                        | englischer Reformator und Märtyrer                        |       |       |
| 30. Juli | Erich I.                                             | Herzog zu Braunschweig-Lüneburg                           | 70    |       |
| Juli     | Jörg Kölderer                                        | Hofmaler und Hofbaumeister Kaiser Maximilians I.          |       |       |

## August
| Tag        | Name                            | Beruf, bekannt als                                           | Alter | Beleg |
| ---------- | ------------------------------- | ------------------------------------------------------------ | ----- | ----- |
| 5. August  | Jean Jonglet                    | Botschafter der spanischen Niederlande in England            |       |       |
| 8. August  | Christoph Hegendorf             | humanistischer Dichter, lutherischer Theologe und Jurist     |       |       |
| 20. August | Guillaume Budé                  | französischer Humanist, Diplomat, Philologe und Bibliothekar | 72    |       |
| 23. August | Heinrich Schickhardt der Ältere | deutscher Bildschnitzer und Kunstschreiner                   | 76    |       |
| 24. August | Parmigianino                    | italienischer Maler des Manierismus                          | 37    |       |
| 26. August | Gallus Haas                     | Abt im Kloster St. Blasien                                   |       |       |

## September
| Tag           | Name                  | Beruf, bekannt als                                                                               | Alter | Beleg |
| ------------- | --------------------- | ------------------------------------------------------------------------------------------------ | ----- | ----- |
| 1. September  | Konrad Krebs          | deutscher Baumeister und Architekt                                                               |       |       |
| 18. September | Philipp Fürstenberger | deutscher Patrizier und Staatsmann                                                               |       |       |
| 18. September | Johannes de Witte     | flämischer Dominikaner und der erste für die Römisch-katholische Kirche in Kuba ernannte Bischof | 65    |       |
| 20. September | Andreas Stoß          | Karmelit                                                                                         |       |       |
| 24. September | Enno II.              | Graf von Ostfriesland (1528–1540)                                                                |       |       |
| 25. September | Johannes III. Wolf    | deutscher Zisterzienserabt                                                                       |       |       |
| September     | Hans Cromberger       | Buchdrucker, gründete die erste Druckerei in Amerika                                             |       |       |

## Oktober
| Tag         | Name                  | Beruf, bekannt als                                           | Alter | Beleg |
| ----------- | --------------------- | ------------------------------------------------------------ | ----- | ----- |
| 4. Oktober  | Helius Eobanus Hessus | deutscher evangelischer Humanist und neulateinischer Dichter | 52    |       |
| 7. Oktober  | Cristoforo Giacobazzi | Kardinal der katholischen Kirche                             |       |       |
| 17. Oktober | Balthasar von Esens   | ostfriesischer Häuptling                                     |       |       |
| 23. Oktober | Stephan Kempe         | lutherischer Theologe und Reformator                         |       |       |

## November
| Tag          | Name               | Beruf, bekannt als                          | Alter | Beleg |
| ------------ | ------------------ | ------------------------------------------- | ----- | ----- |
| 9. November  | Marcin Biem        | polnischer Theologe, Astronom und Astrologe |       |       |
| 12. November | Boing von Oldersum | ostfriesischer Adliger und Beamter          |       |       |
| 14. November | Rosso Fiorentino   | italienischer Maler des Manierismus         | 45    |       |
| 18. November | Sigmund Holbein    | deutscher Maler                             |       |       |

## Dezember
| Tag         | Name                 | Beruf, bekannt als         | Alter | Beleg |
| ----------- | -------------------- | -------------------------- | ----- | ----- |
| 6. Dezember | Markus von Knöringen | Abt des Klosters Reichenau |       |       |
| Dezember    | Ștefan Lăcustă       | Fürst der Moldau           |       |       |

## Datum unbekannt
| Tag | Name                          | Beruf, bekannt als                                                             | Alter | Beleg |
| --- | ----------------------------- | ------------------------------------------------------------------------------ | ----- | ----- |
|     | Adolf von Burgund             | Herr von Veere und Admiral der Niederlande                                     |       |       |
|     | Jorge Afonso                  | portugiesischer Maler                                                          |       |       |
|     | Kaspar Baldung                | deutscher Jurist                                                               |       |       |
|     | Barthel Beham                 | deutscher Maler und Kupferstecher                                              |       |       |
|     | Bernhard Bogentanz            | deutscher Musiktheoretiker                                                     |       |       |
|     | Johann Böschenstein           | deutscher Hebraist, Kirchenlieddichter und Mathematiker                        |       |       |
|     | Joos van Cleve                | niederländischer Maler                                                         |       |       |
|     | Nicolas Cop                   | Rektor und Mediziner                                                           |       |       |
|     | Andreas Cratander             | Basler Buchdrucker und Verleger                                                |       |       |
|     | David II.                     | Negus (Kaiser) von Äthiopien (1508–1540)                                       |       |       |
|     | Gregor Erhart                 | deutscher Bildschnitzer                                                        |       |       |
|     | Johannes Fritzhans            | deutscher llutherischer Prediger, ehemals Franziskaner                         |       |       |
|     | Elisabeth von Hohengeroldseck | Äbtissin des Damenstifts Buchau                                                |       |       |
|     | Hinrich Kerckring             | Kaufmann und Ratsherr der Hansestadt Lübeck                                    |       |       |
|     | Gottschalk Kruse              | lutherischer Theologe und Reformator in Niedersachsen                          |       |       |
|     | Lê Hiến Tông                  | vietnamesischer Kaiser                                                         |       |       |
|     | Philippe Maioris              | spanischer Botschafter im Vereinigten Königreich                               |       |       |
|     | Daniel Mauch                  | deutscher Bildschnitzer                                                        |       |       |
|     | Francisco de Quiñones         | spanischer Kardinal                                                            |       |       |
|     | Wolfgang Reissenbusch         | deutscher Theologe, Humanist und Politiker, Kanzler der Universität Wittenberg |       |       |
|     | Wolfgang Treu                 | Bürgermeister von Wien                                                         |       |       |
|     | Francisco de Ulloa            | spanischer Entdecker, erkundete die Westküste des heutigen Mexiko              |       |       |
|     | Jakob Zech                    | tschechischer Uhrmacher                                                        |       |       |
|     | Konrad Öttinger               | lutherischer Theologe und Reformator                                           |       |       |